# Gaudí (banda)
Gaudí es una banda de pop/rock formada en la ciudad de Asunción (Paraguay) en el año 1992. Considerado uno de los mejores grupos de los 90s a nivel local. El grupo está formado por Aldo Natalizia en guitarra y voz, Óscar Rivas en bajo y coros y Carlos "Pincho" Villalba en batería. Además, la agrupación inicial incluía a Fran Villalba (compositor) en teclados, programación y coros. Desde su aparición originaron una serie de comentarios positivos a nivel artístico, su música y su presencia marcaron la diferencia. Lograron sobresalir y sus canciones abordaron generaciones. Junto con Deliverans son los máximos exponentes de la oleada post punk de los 90s a nivel local.
El nombre hace referencia al arquitecto español Antoni Gaudí, además el significado proviene del latín gauden que significa alegría. De allí viene el estilo de la banda que se caracteriza por un sonido limpio, fresco y alegre. En cuanto a las letras, sus integrantes siempre buscaron mostrar diferentes aspectos de la sociedad mundial, a manera de metáforas, como lo son la cultura, la corrupción, el amor, la incertidumbre y la juventud. 
En el 96 lanzarían su disco debut Radio Fábula, definiendo su sonido pop rock y con una visión artística que buscaba mostrar diferentes aspectos de la sociedad paraguaya. Sus composiciones estaban llenas de metáforas alusivas a la cultura, la corrupción, el amor, la incertidumbre y por supuesto la incipiente juventud. De este primer material se desprenden clásicos inolvidables como Ayer, Ahora y Verónica. Un par de años más tarde (1999) llegó Turbo, la segunda placa discográfica que también nos regaló temazos como Quién sos? y Rozándote. Una década tuvo que pasar para que Gaudí presente un nuevo trabajo discográfico. La Vida Es Más fue el último material grabado de la banda y fue editado en el año 2010.
Entre sus influencias se destacan The Cure, U2, Soda Stereo, Miguel Mateos y Rush; también un poco de clásico y fusión. Pisaron importantes festivales de la época, entre ellos Rock x la vida, Evolución 2000 y Rock & Labatt. Compartieron escenario con Todos Tus Muertos, Auténticos Decadentes, Turf, Juana La Loca, Nicole, Memphis La Blusera y 2 Minutos, entre otros artistas.

## Curiosidades
Ha sido la primera banda en grabar con el sello discográfico Kamikaze Records de Willy Suchar, ese disco fue Turbo, el segundo álbum del grupo. 

## Reseñas discográficas

### Radio Fábula (1996)
Se considera una obra clásica del pop rock paraguayo publicado en el año 1996, en pleno auge del rock alternativo y el brit pop a nivel mundial. Empieza con la canción llamada Ayer, posee un sonido que trae recuerdos de grupos como The Cure o los primeros Soda Stereo, pero adaptándose totalmente a aquella época noventosa con matices a lo Pulp o The Jesus and Mary Chain. La canción Ahora sigue una línea similar al tema Ayer, con una introducción inolvidable y un sonido totalmente atemporal, con fuerte influencia del revival post-punk garage. A partir de acá se suceden temas que sin salir del pop/rock van jugando con diferentes matices que van desde aquella melancolía bailable de los 80s, sin olvidar las guitarras distorsionadas de los 90s, todo ello salpicado por estribillos pegadizos, que les permitieron sonar en prácticamente todas las emisoras nacionales de aquel entonces. Otro punto aparte de este disco son las letras, cada melodía va acompañada de metáforas a veces bien políticas, otras sobre amor y desamor y por supuesto, un poco de lo que fue la triste historia en el momento en el que Pincho, Aldo y Oscar fueron creciendo. Uno de estos temas bastante político y a la vez polémico es la canción denominada Él es. Todo el disco de principio a fin es un viaje musical a través de melodías e historias que provocan un sinfín de sensaciones.

### Turbo (1999)
Este disco presenta a la agrupación de una manera más profesional y madura musicalmente, con un sonido más psicodélico, las letras de Natalizia son mejor logradas, así como el trabajo instrumental de todo el conjunto con implementación de teclados en donde se destaca Fran Villalba. Se trata de un disco experimental que presenta una variedad de sonidos que enriquecen cada una de las 12 canciones que forman el material, pero preservando esa base musical que los identificó con el público gracias a su disco anterior. Desde el tema que abre el disco Rozándote se nota un trabajo instrumental más elaborado y un mayor destaque del sonido electrónico. Quién sos? es la canción más parecida al Gaudí del primer disco y fue su corte promocional, además de contar con un videoclip que es uno de los más recordados y entretenidos del repertorio videográfico del rock paraguayo. Vuélvete a Dormir presenta una mezcla homogénea de synth pop alegre con oscura neblina de sintetizadores. También destacan Simplemente, una de las mejores baladas del rock nacional que cuenta con arreglos de cuerdas del recordado Carlos Schvartzman; Una señal y Otro camino las canciones más fuertes del álbum con marcada influencia post-punk. Río aburrido presenta una excelente fusión de sonidos a los que se suma el saxo de Palito Miranda y El final, excelente cierre que muestra la madurez musical del grupo.

## Discografía
Álbumes de estudio
- Radio Fábula (1996, Random Sounds)
- Turbo (1999, Kamikaze Records)
- La Vida Es Más (2010, Random Sounds)

Álbumes en vivo
- Gaudí en Vivo (Sacramento 2019)